# Mortal Online
Mortal Online är ett MMORPG-datorspel som utvecklad av det svenska datorspelsföretaget Star Vault. Spelet använder Unreal Engine 3 som spelmotor och enligt Star Vault så ska spelarnas frihet och möjligheter till interaktion i spelet komma att ligga i fokus på ett sätt som det inte har gjort i tidigare spel på marnaden.
Användare inom EU betalar en prenumerationsavgift om cirka 14 euro per månad. För spelare utanför EU uppgår denna prenumerationsavgift till cirka 14 USD per månad.

## Fotnoter
1. ↑  ”Delarsrapport_jan_sept_2009.pdf”. Arkiverad från originalet den 26 mars 2010. https://web.archive.org/web/20100326123953/http://www.starvault.se/Delarsrapport_jan_sept_2009.pdf.
2. 1 2  ”Arkiverade kopian”. Arkiverad från originalet den 26 mars 2010. https://web.archive.org/web/20100326123953/http://www.starvault.se/Delarsrapport_jan_sept_2009.pdf. Läst 16 februari 2010., Star vaults delårsrapport
3. ↑  ”March - 13-03-10 | Mortal Online”. Arkiverad från originalet den 17 mars 2010. https://web.archive.org/web/20100317165444/http://www.mortalonline.com/news/march-13-03-10.